# 説文王
説文王（せつぶんおう、? - 紀元前361年）は、箕子朝鮮の第34代の王（在位：紀元前369年 - 紀元前361年）。説文王は諡で、諱は賀。王位は慶順王（華）が継承。